# Linia kolejowa nr 626
Linia kolejowa nr 626 Zaczernie – Rzeszów Jasionka Międzynarodowy Port Lotniczy – pierwszorzędna, jednotorowa, zelektryfikowana linia kolejowa łącząca Zaczernie ze stacją Jasionka Lotnisko. Otwarcie linii nastąpiło 1 października 2023 roku.
W przyszłości linia ma zostać przedłużona na wschód od Rzeszowa Jasionki i stanowić wraz z nowymi liniami kolejowymi nr 58 i 632 element północno - wschodniej obwodnicy kolejowej Rzeszowa.

## Charakterystyka techniczna
Linia w całości jest klasy D3, maksymalny nacisk osi wynosi 221kN dla lokomotyw oraz wagonów, a maksymalny nacisk liniowy wynosi 71kN. Sieć trakcyjna jest dostosowana do prędkości 200 km/h, a jej maksymalna obciążalność prądowa wynosi 2500 A.
Linia dostosowana jest, w zależności od odcinka, do prędkości max. 80 km/h. Obowiązują następujące prędkości maksymalne dla pociągów:
| kilometraż | kilometraż | pociągi pasażerskie                           | autobusy szynowe i EZT                        | pociągi towarowe                              |
| od         | do         | Tor nieparzysty (kierunek: Jasionka Lotnisko) | Tor nieparzysty (kierunek: Jasionka Lotnisko) | Tor nieparzysty (kierunek: Jasionka Lotnisko) |
| 0,230      | 5,035      | 80                                            | 80                                            | 70                                            |
| 5,035      | 5,243      | 50                                            | 50                                            | 50                                            |

## Infrastruktura

### Rozgałęzienia
| Punkt     | Linia | Linia          | Linia  |
| Punkt     | numer | kierunek       | status |
| Zaczernie | 71    | Rzeszów Główny | czynna |

### Posterunki ruchu i punkty ekspedycyjne
Na linii znajdują się 3 różne punkty eksploatacyjne, w tym 2 stacje kolejowe i 1 przystanek.
| Rodzaj i nazwa                             | Zdjęcie | Liczba peronów | Liczba krawędzi peronowych | Infrastruktura               |
| stacja Zaczernie ♿︎                        |         | 2              | 2                          | - Przejście w poziomie torów |
| przystanek Głogów Małopolski Południowy ♿︎ |         | 1              | 1                          | - Przejście w poziomie torów |
| stacja Jasionka Lotnisko ♿︎                |         | 1              | 2                          |                              |

## Ruch pociągów
Na linii kursują pociągi Polregio w ramach Podkarpackiej Kolei Aglomeracyjnej na zlecenie województwa podkarpackiego od 1 października 2023 roku.
| Linia                           | Przewoźnik | Trasa | Liczba par połączeń Pn-Pt/Sb/Nd i święta |
| Podkarpacka Kolej Aglomeracyjna | Polregio   | Rzeszów Główny – Rzeszów Zachodni – Rzeszów Staromieście – Rzeszów Miłocin – Zaczernie – Głogów Małopolski Południowy – Jasionka Lotnisko | 13/13/13                                 |